# Парламент Кабардино-Балкарской Республики
Парламент Кабардино-Балкарской Республики (кабард.-черк. Къэбэрдей-Балъкъэр Республикэм и Парламент, карач.-балк. Къабарты-Малкъар Республиканы Парламент) — законодательный (представительный) однопалатный орган государственной власти Кабардино-Балкарской Республики, является постоянно действующим высшим и единственным органом законодательной власти республики.

## Фракции

Фракции Парламента КБР по итогам выборов 2014 года

Действующий VI-й созыв (2019—2024):
| Фракция             | Руководитель                    | Кол-во депутатов |
| ------------------- | ------------------------------- | ---------------- |
| Единая Россия       | Афашагов Михаил Галимович       | 50               |
| КПРФ                | Паштов Борис Султанович         | 9                |
| Справедливая Россия | Кебеков Владимир Сафарбиевич    | 7                |
| Зелёные             | Шхагапсоев Сафарбий Хасанбиевич | 2                |
| ЛДПР                | Безгодько Владимир Фёдорович    | 2                |

V-й созыв (2014—2019):
| Фракция             | Руководитель                    | Кол-во депутатов |
| ------------------- | ------------------------------- | ---------------- |
| Единая Россия       | Афашагов Михаил Галимович       | 50               |
| КПРФ                | Паштов Борис Султанович         | 8                |
| Справедливая Россия | Азикова Светлана Гаднановна     | 8                |
| Зелёные             | Шхагапсоев Сафарбий Хасанбиевич | 2                |
| ЛДПР                | Гриневич Валерий Владиславович  | 2                |

IV-й созыв (2009—2014):
| Фракция             | Руководитель                   | Кол-во депутатов |
| ------------------- | ------------------------------ | ---------------- |
| Единая Россия       | Жанимов Руслан Мухамедович     | 52               |
| КПРФ                | Шихалиева Зайрат Мажидовна     | 6                |
| ЛДПР                | Гриневич Валерий Владиславович | 5                |
| Справедливая Россия | Кебеков Владимир Сафарбиевич   | 9                |

## Комитеты
- Комитет по межнациональным отношениям
- Комитет по законодательству и вопросам местного самоуправления
- Комитет по экономической политике, инновационному развитию и предпринимательству
- Комитет по бюджету, налогам и финансовому рынку
- Комитет по образованию, науке и делам молодёжи
- Комитет по культуре, развитию гражданского общества и информационной политике
- Комитет по аграрным вопросам, природопользованию, экологии и охране окружающей среды
- Комитет по труду, социальной политике и здравоохранению
- Комитет по контролю и регламенту
- Комитет по промышленности, транспорту, связи и дорожному хозяйству
- Комитет по физической культуре, спорту и туризму
- Комитет по строительству, жилищно-коммунальному хозяйству и топливно-энергетическому комплексу
- Комитет по общественной безопасности и противодействию коррупции[2]

## Этнический состав
| Этнос      | Доля этноса в республике (1989), % | I созыв (1993), % | II созыв (1998), % | Доля этноса в республике (2002), % | III созыв (2003), % | Доля этноса в республике (2010), % | V созыв (2014), чел. | V созыв (2014), % |
| ---------- | ---------------------------------- | ----------------- | ------------------ | ---------------------------------- | ------------------- | ---------------------------------- | -------------------- | ----------------- |
| Кабардинцы | 48,2                               | 58,7              | 55,0               | 55,3                               | 57,4                | 57,2                               | 37                   | 52,9              |
| Русские    | 31,9                               | 25,3              | 20,0               | 25,1                               | 18,5                | 22,5                               | 17                   | 24,3              |
| Балкарцы   | 9,4                                | 14,7              | 20,0               | 11,6                               | 18,5                | 12,7                               | 15                   | 21,4              |
| Другие     | 10,5                               | 1,3               | 5,0                | 8,0                                | 5,6                 | 7,6                                | 1                    | 1,4               |

## Местонахождение
Нальчик, проспект Ленина, 55.